# 曽婆訶理
曽婆訶理（そばかり、『古事記』での名。『日本書紀』では、刺領巾〈さしひれ〉）は、古墳時代（仁徳朝から履中朝）の隼人。瑞歯別皇子（のちの反正天皇）に与し、自らの主君である墨江仲皇子を暗殺するも、大臣の位を授けられた直後に裏切られ、斬殺された。

## 『古事記』での記録
『記』のいきさつでは、履中天皇の元にミツ（ヅ）ハワケの命が参るも、スミノエノナカツ王（「皇子」の表記は『紀』）と同様、反逆心があるのではと疑われ、もし難波のスミノエノナカツ王を殺したのであれば、語り合うことを許そうと約束される。ミツハワケはスミノエノナカツ王の近習であるソバカリに目をつけ、自分に従えば、天皇即位後、大臣にして天下を治めさせてもよいと約束する。異民族を大臣にするという異例の約束をしたため、ソバカリは「仰せの通りに」と従って裏切ることを決め、この時、数多の物品を贈られ、騙されることとなる。
ソバカリは主君が厠に入ったのを見計らい、矛で刺し殺した。ミズハワケの命はソバカリをつれ、大和へ参る途中、大坂の山の入口についた所で悩む。「ソバカリは私のため、大功を立てたが、自らの主君殺しは義ならず（ことわり、人道に反す）。だからと言って、功に報いないのは信条に反する。しかし約束を守れば、ソバカリの心情が恐ろしい。ゆえに功に報いた後に、当人には亡くなってもらおう」。
そして、ソバカリに「今日はここに泊まり、まず、お前に大臣の位を授け（功に報い）、明日、大和へ上ろう」と伝える。山の入口に仮宮殿を造り、酒宴を催され、その場で、隼人であるソバカリに大臣の位を授け（あくまで天皇即位前のため、権限はない）、多くの官人（百官）に、ソバカリに対し、大臣としての拝礼を行わせた。異民族である隼人が拝礼されるという快挙を成し遂げたソバカリは喜び、自分の願いがかなったと思い込んだ。ミツハワケの命は、「今日は大臣と同じ杯の酒を飲もう」と仰せられ、顔を隠すほどの大きな椀を用いさせた。まず命が飲み、その後にソバカリが飲み、命は敷物下に置いていた剣を取り出し、ソバカリの首を斬り、翌日、大和へ上った。それで、その地を近つ飛鳥と名付けられた。

## 『日本書紀』との記述上の差異
『紀』では仁徳87年（399年、『記』では427年）の後の記事であるため、5世紀初めの出来事とわかり、記・紀に従うなら4世紀末から5世紀初めの人物となる。ソバカリに当たるサシヒレが登場する（スミノエノナカツ王は「仲皇子」と表記される）。ミツハワケがサシヒレに贈った品は、「錦の衣・褌（はかま）を脱いで与えた」と具体的に記され、皇子の着物としている。殺すまでの過程的心情は『記』ほど記されておらず、近つ飛鳥の地名由来譚についても語られていない。

## 諸説
『日本書紀』の記述では、この争いにおいて安曇連浜子らに率いられた淡路野嶋の海人や倭直吾子籠らが墨江仲皇子に一時加担しており、岸俊男は、倭直は豊予水道出自とする伝承をもった海人的な豪族であり、この説話から、九州南部の隼人集団と近畿勢力との中継的存在とみられるとし、海人的性格から隼人・安曇・倭直が団結していたのではないかとする。